# Брадфорд-Вудс (Пенсільванія)
Брадфорд-Вудс (англ. Bradford Woods) — місто (англ. borough) в США, в окрузі Аллегені штату Пенсільванія. Населення — 1183 особи (2020).

## Географія
Брадфорд-Вудс розташований за координатами 40°38′13″ пн. ш. 80°4′51″ зх. д. / 40.63694° пн. ш. 80.08083° зх. д. (40.636935, -80.080897).  За даними Бюро перепису населення США в 2010 році місто мало площу 2,30 км², уся площа — суходіл.

## Демографія
Згідно з переписом 2010 року, у селищі мешкала 1171 особа в 474 домогосподарствах у складі 359 родин. Густота населення становила 508 осіб/км².  Було 497 помешкань (216/км²).
Расовий склад населення:
| - 97,4 % — білих - 0,9 % — азіатів - 0,6 % — чорних або афроамериканців - 0,2 % — вихідців з тихоокеанських островів |

До двох чи більше рас належало 0,7 %. Частка іспаномовних становила 0,5 % від усіх жителів.
За віковим діапазоном населення розподілялося таким чином: 21,4 % — особи молодші 18 років, 59,3 % — особи у віці 18—64 років, 19,3 % — особи у віці 65 років та старші. Медіана віку мешканця становила 49,0 року. На 100 осіб жіночої статі у селищі припадало 91,3 чоловіків;  на 100 жінок у віці від 18 років та старших — 91,7 чоловіків також старших 18 років.
Середній дохід на одне домашнє господарство  становив 137 319 доларів США (медіана — 102 308), а середній дохід на одну сім'ю — 160 013 долари (медіана — 120 156). За межею бідності перебувало 3,7 % осіб, у тому числі 1,6 % дітей у віці до 18 років та 2,0 % осіб у віці 65 років та старших.
Цивільне працевлаштоване населення становило 541 особа. Основні галузі зайнятості: освіта, охорона здоров'я та соціальна допомога — 25,0 %, науковці, спеціалісти, менеджери — 16,5 %, виробництво — 13,5 %.